# Shining Through
Shining Through is een Amerikaanse oorlogsfilm uit 1992, geregisseerd door David Seltzer. De film is gebaseerd op de roman Shining Through (1978) van Susan Isaacs. De film won drie Razzies voor onder andere slechtste film, slechtste actrice en slechtste regie.

## Verhaal
Linda Voss, een Amerikaanse vrouw die vloeiend Duits spreekt, moet spioneren in Berlijn ten tijde van de Tweede Wereldoorlog.

## Rolverdeling
| Acteur           | Personage                   |
| ---------------- | --------------------------- |
| Michael Douglas  | Ed Leland                   |
| Melanie Griffith | Linda Voss                  |
| Liam Neeson      | General Franz-Otto Dietrich |
| Joely Richardson | Margrete von Eberstein      |
| John Gielgud     | Sunflower                   |
| Francis Guinan   | Andrew Berringer            |
| Mathieu Carrière | kapitein Von Haefler        |